# Comuna Mistkî, Pustomîtî
Mistkî (în ucraineană Містки) este o comună în raionul Pustomîtî, regiunea Liov, Ucraina, formată din satele Dîbeankî, Malînivka, Mistkî (reședința) și Poleanka.

## Demografie
Componența lingvistică a comunei Mistkî
     Ucraineană (98,73%)
     Alte limbi (0,82%)
Conform recensământului din 2001, majoritatea populației comunei Mistkî era vorbitoare de ucraineană (98,73%), existând în minoritate și vorbitori de alte limbi.